# Kruimeltaart

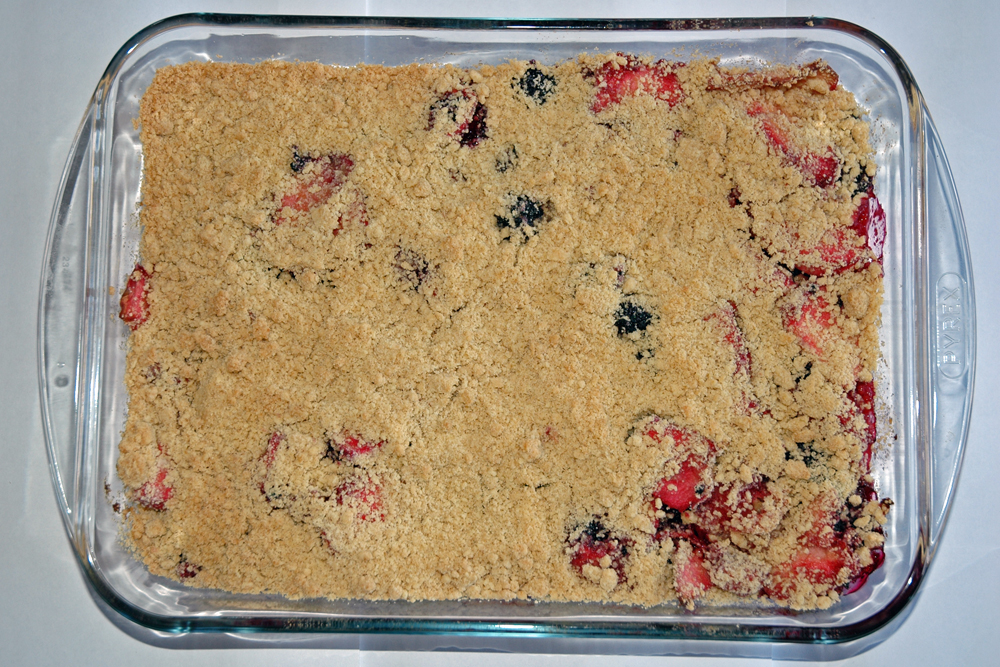
Kruimeltaart met bramen en appels

Kruimeltaart (Engels: crumble) is een soort gebak, waarbij fruit wordt gemengd met kruimeldeeg. Recepten voor dit type gebak bestaan sinds de 20e eeuw. Vermoedelijk werd kruimeltaart tijdens de Tweede Wereldoorlog uitgevonden in Groot-Brittannië.
Voor de bereiding kookt men eerst het fruit voor of men kruidt kleingemaakte rauwe vruchten met suiker of kaneel. Het kruimeldeeg wordt veelal gemaakt uit tarwemeel, boter en suiker, waaraan naargelang van het recept nog maisvlokken of noten kunnen worden toegevoegd. Bij de bereiding bedekt men de bodem van een taartvorm met fruit. Vervolgens strooit men daar het kruimeldeeg overheen. Daarna bakt men de kruimeltaart in een oven. Kruimeltaarten worden vaak geserveerd met vanillesaus of roomijs.

## Andere varianten

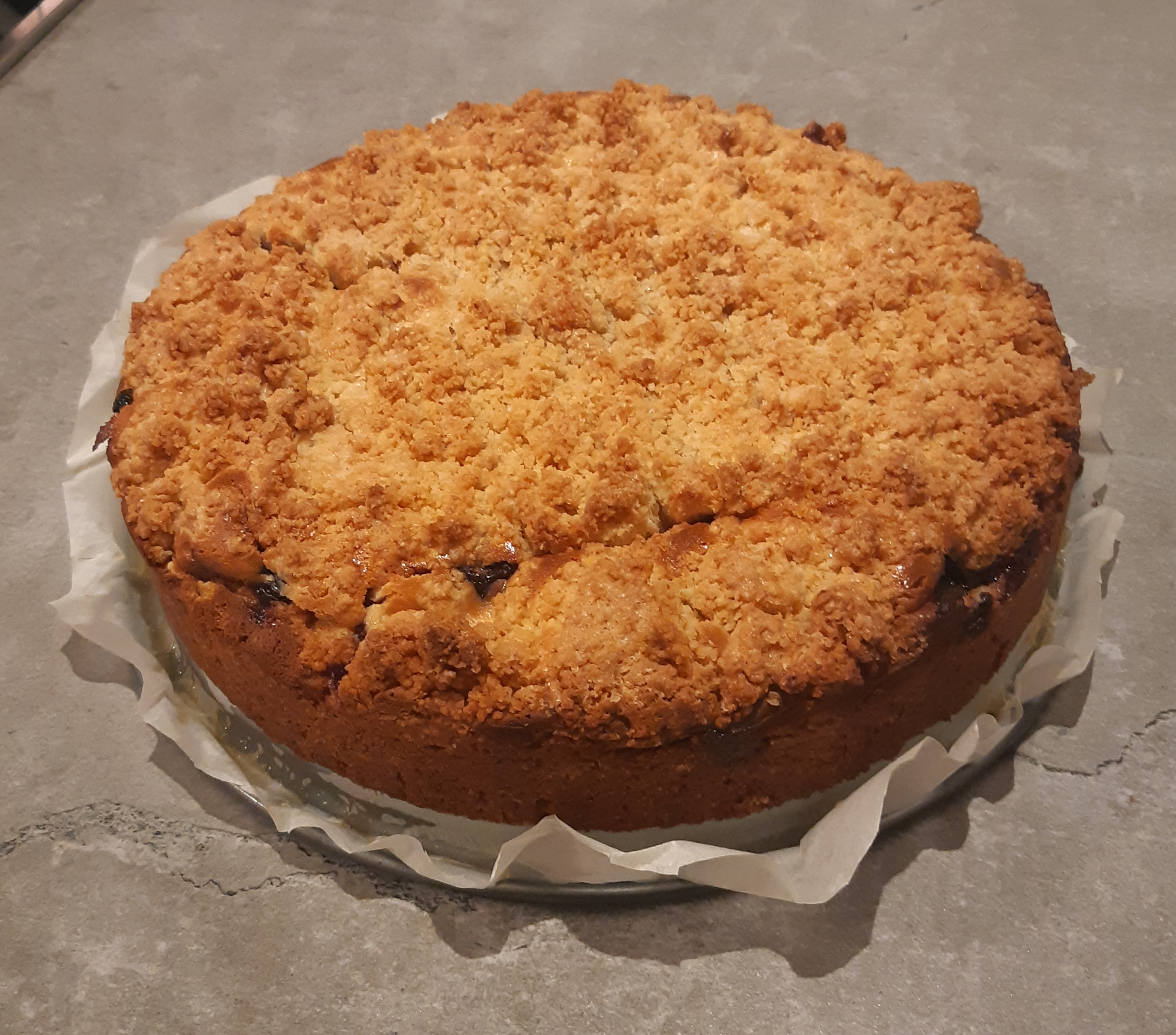
Een combinatie van cheesecake en kruimeltaart.

Er bestaan ook andere varianten van kruimeltaart. Deze hoeven niet per se alleen met fruit gemaakt te worden. Kruimeldeeg wordt op verschillende andere taarten toegepast. Een voorbeeld hiervan is de combinatie van cheesecake en kruimeltaart.